# Даугавпилс
Да́угавпилс (латыш. Daugavpilsо файле, латг. Daugpiļs / Daugovpiļs; до 1920 года — Двинск; до 1893 года — Динабу́рг, нем. Dünaburg; в 1656—1667 годах — Борисогле́бов; в русских летописях также Невгин) — город государственного значения в Латвии, второй по величине и значению после Риги (расстояние до Риги: по шоссе — 232 км, по железной дороге — 218 км). Самый южный из всех городов республики, расположен на реке Даугаве (Западной Двине), недалеко от границы с Литвой (23 км по автодороге А13) и Беларусью (26 км по автодороге Р68).
Город основан в 1275 году как крепость (замок) Динабург (первоначально находился в 19 км выше по течению реки Двины от нынешнего месторасположения города). Является крупнейшим городом в юго-восточной части Латвии. Культурный, образовательный и промышленный центр Латгалии, важный железнодорожный узел. Административный центр Аугшдаугавского края, в состав которого не входит.
Население города на начало 2024 года составляло 77 799 человек. При этом доля русских в составе населения Даугавпилса была самой высокой среди крупных городов Латвии — 46,6 %.
Председатель Даугавпилсской городской думы (мэр) — Андрей Элксниньш.

## Географическая характеристика

### Климат
Климат на территории города по сравнению с другими регионами Латвии является более континентальным. Температура воздуха летом сравнительно выше, а зимой — ниже, чем в других регионах Латвии. В Даугавпилсе были зафиксированы самая высокая (+36,4 °C — 4 августа 1943 года) и самая низкая (−43,2 °C — 8 февраля 1956 года) температуры в Латвии. Солнце светит в среднем 1809 часов в году.
| Показатель                                                                     | Янв.  | Фев.  | Март | Апр.  | Май  | Июнь | Июль | Авг. | Сен. | Окт. | Нояб. | Дек. | Год   |
| ------------------------------------------------------------------------------ | ----- | ----- | ---- | ----- | ---- | ---- | ---- | ---- | ---- | ---- | ----- | ---- | ----- |
| Абсолютный максимум, °C                                                        | 10,2  | 13,1  | 18,4 | 26,5  | 30,2 | 32,2 | 34,0 | 36,4 | 31,3 | 23,9 | 16,1  | 10,6 | 36,4  |
| Средний суточный максимум, °C                                                  | −3,8  | −2,5  | 2,4  | 10,4  | 18,1 | 21,4 | 22,4 | 21,5 | 16,1 | 9,9  | 3,2   | −1,3 | 9,8   |
| Средняя температура, °C                                                        | −6,7  | −5,9  | −1,8 | 5,2   | 12,1 | 15,7 | 16,9 | 15,9 | 11,2 | 6,1  | 1,0   | −3,8 | 5,5   |
| Средний суточный минимум, °C                                                   | −10   | −9,4  | −5,7 | 0,7   | 6,3  | 10,1 | 11,7 | 10,9 | 7,2  | 2,9  | −1,3  | −6,7 | 1,4   |
| Абсолютный минимум, °C                                                         | −37,2 | −43,2 | −30  | −18,9 | −6,1 | −1,1 | 2,9  | −1,5 | −5   | −15  | −23,9 | −39  | −43,2 |
| Норма осадков, мм                                                              | 36    | 27    | 34   | 40    | 51   | 73   | 83   | 74   | 66   | 52   | 52    | 46   | 634   |
| Источник: World Climate. www.climate-charts.com. Дата обращения: 1 марта 2021. |       |       |      |       |      |      |      |      |      |      |       |      |       |

## История

### В составе Ливонии
Старый Динабург (сейчас Вецпилс, Науенская волость) был основан рыцарями-меченосцами на берегу реки Двины, в 19 км вверх по течению от нынешнего города. В 1275 году магистр Ливонского ордена барон Эрнст фон Ратцебург построил каменный замок Динабург, который стал центром комтурии.
Вскоре после основания нового замка литовский князь Тройден осаждал его несколько недель. Несколько лет спустя штурм, предпринятый преемником Тройдена, князем Витенем, оказался более успешным, и замок был в первый раз разрушен. В 1313 году магистр ордена Герхард фон Йорк вновь отстроил Динабург, а в 1347 году магистр Госвин фон Херике пристроил ещё четыре башни. В 1481 году, в ходе русско-ливонской войны, замок взяли войска великого князя московского Ивана III.

### В составе Речи Посполитой
В 1558 году началась Ливонская война. В 1559 году Динабург был уступлен ливонцами королю польскому и великому князю литовскому Сигизмунду II Августу. По договору между Сигизмундом II и ландмейстером Тевтонского ордена в Ливонии Готхардом Кетлером, заключённому в 1561 году, Динабург перешёл в состав Великого княжества Литовского (с 1566 года стал центром вновь созданного Задвинского герцогства, которое вначале было частью Литовского княжества, а с 1569 года — Речи Посполитой).
В июле 1577 года замок взят войсками царя Ивана Грозного и полностью разрушен. Затем по указанию Ивана Грозного крепость была заново отстроена в 19 км ниже по течению Двины (уже на месте современного Даугавпилса) — в устье речки Шуницы напротив селения Иерусалимка. Однако в 1582 году согласно Ям-Запольскому миру Динабург перешёл в состав Речи Посполитой, в этом же году он получил права города (городу даровано Магдебургское право).
Во время войны за шведский престол между королём Сигизмундом и герцогом Карлом Седерманландским, а также при Густаве II Адольфе, шведы дважды брали Динабург, но каждый раз возвращали его Речи Посполитой. При этом Задвинское герцогство фактически перестало существовать, на части его бывшей территории образовано Инфлянтское воеводство с центром в Динабурге.
В результате Кейданской унии в 1655 году город заняли шведы. Однако год спустя, в ходе русско-шведской войны 1656—1658 годов, Динабург был осаждён и взят войском русского царя Алексея Михайловича, который переименовал город в Борисоглебов (в некоторых источниках — Борисоглебск). В 1666 году в ходе русско-польской войны под Борисоглебовым было отражено нападение литовцев, однако по Андрусовскому перемирию город вновь перешёл в состав Речи Посполитой.

### В составе Российской империи
В результате первого раздела Речи Посполитой Динабург в 1772 году вошёл в состав Российской империи, став центром Двинской провинции Псковской губернии. С 1773 по 1776 год — уездный город Псковской губернии, с 1776 года — Полоцкой губернии (с 1778 года — Полоцкого наместничества), в 1796—1802 годах — Белорусской губернии. С 1802 года — уездный город Витебской губернии.
В 1810—1832 годах в городе строится Динабургская крепость (позднее неоднократно проводились работы по её модернизации). К началу Отечественной войны 1812 года крепость не была закончена, и гарнизон крепости, хотя и сумел отбить первый штурм, был вынужден в конечном итоге её оставить, после чего значительная часть укреплений была срыта французами.
В середине XIX века город стал крупным железнодорожным узлом: через Динабург прошли Риго-Динабургская и Петербурго-Варшавская железные дороги (движение открыто в 1861 году), затем — Динабург-Витебская железная дорога (1866 год) и железнодорожная линия Динабург — Радзивилишки (1873 год).
Со второй половины XIX века Динабург являлся одним из важнейших городов в западной части Российской империи.
14 (26) января 1893 года указом императора Александра III город Динабург переименован в Двинск.
В 1897 году население города составляло 69 675 человек, из них: евреи — 32 064 чел., русские — 19 153 чел., поляки — 11 420 чел., немцы — 3126 чел., белорусы — 1525 чел., латыши — 1274 чел.
По данным за 1904 год, в уездном городе Двинске было 97 улиц и переулков (общая их длина — 92 версты, из них мощёных — 72 версты), а также 16 площадей и 3 общественных сада (парка). В городе имелось 5117 жилых строений, из них 887 каменных. Существовал водопровод, при этом часть жителей использовала воду из Западной Двины и колодцев. Действовали 7 православных церквей (в том числе 1 единоверческая), 1 костёл и 1 лютеранская кирха. Также имелись православная и католическая часовни, 2 старообрядческих и 35 еврейских молитвенных домов.
В Двинске работали 28 учебных заведений (в том числе реальное училище и женская гимназия), 16 гостиниц (на 132 номера), 5 постоялых дворов, 4 ресторана, 11 харчевен, 3 трактира и 14 чайных. Имелись также 7 больниц (на 151 койку) и 2 приёмных покоя (лечебницы), 9 аптек и 16 аптекарских магазинов, 3 библиотеки и 2 читальни. Функционировали 38 небольших заводов и фабрик (1915 рабочих) — среди них пивоваренные заводы, паровые мельницы и табачные фабрики, а также 1026 различных ремесленных мастерских (2689 ремесленников).
В городе было 6 различных банков (в том числе отделение Государственного банка) и 4 нотариальные конторы, 2 действующих театра и цирк. Работали 8 типографий, литография и 4 фотографические мастерские; издавалась единственная городская газета — «Двинский Листок».
К услугам жителей города имелось 289 легковых извозчиков, между Двинском и Витебском периодически (в половодье) ходили два грузовых парохода. Кроме того, пароходы делали пассажирские рейсы до имения Погулянка, в 6 верстах от Двинска, где находилась кумысолечебница.
В то время у городской полиции существовал следующий штат: полицеймейстер, помощник (заместитель) полицеймейстера, секретарь, 3 частных пристава, 6 помощников частных приставов, 6 канцелярских служителей и 125 городовых (всего 143 человека).
При городе Двинске также располагалась крепость-склад Двинск, бывшая в ведении Военного министерства Российской империи. В ней находились 5 церквей (в том числе 2 домовых), военный госпиталь и аптека (при госпитале).
На 1 января 1905 года в Двинске проживало 73 748 человек (к 1 января 1911 года число жителей достигло 89 884 чел.).

### В годы Первой мировой войны
В ходе Первой мировой войны бо́льшая часть промышленных предприятий города была эвакуирована во внутренние губернии Российской империи. Фронт приблизился к Двинску осенью 1915 года, когда германские войска вплотную подошли к реке Двине. Вблизи Двинска развернулись позиционные бои, он подвергался немцами артиллерийским обстрелам и бомбардировкам с воздуха.
После Октябрьской революции и перемирия на фронте (Декрет о мире), в ноябре 1917 года через Двинск в Брест-Литовск для ведения мирных переговоров с Германией проследовала делегация Советской России.
18 февраля 1918 года в Двинск вошли подразделения германской армии, которые занимали город в течение нескольких месяцев. После Ноябрьской революции в Германии 9 декабря 1918 года германские войска без боя оставили Двинск, который затем заняли части Красной армии.
В начале 1919 года Двинск и Двинский уезд, как и два других «инфлянтских» (латгальских) уезда Витебской губернии — Режицкий и Люцинский, были фактически интегрированы в Социалистическую Советскую Республику Латвии, что нашло отражение в конституции республики.

### В составе первой Латвийской Республики и в годы Второй мировой войны
В ходе боёв за Двинск во время советско-польской войны 3 января 1920 года город был занят польскими войсками под командованием генерала Э. Рыдз-Смиглы.
По Рижскому мирному договору, заключённому 11 августа 1920 года между Латвийской Республикой и Советской Россией, город Двинск и Двинский уезд отошли в состав независимой Латвии. В том же году город переименовали в Даугавпилс («за́мок на Даугаве»), а бывший Двинский уезд стал называться Даугавпилсским уездом (просуществовал до конца 1949 года, когда уезды в республике упразднили и ввели районное деление).
В 1935 году открыт первый стальной мост в Прибалтике — мост Единства, соединивший Даугавпилс с Гривой.
В сентябре 1939 года, после начала Второй мировой войны, на территорию Латвии в районе Даугавпилса перешли некоторые части польской армии. Осенью того же года в Даугавпилсской крепости создан лагерь для интернированных польских военнослужащих.
17 июня 1940 года в Даугавпилс вступили части Красной армии. С лета 1940 года город находился в составе Латвийской ССР. При этом он был выделен из Даугавпилсского уезда, став городом республиканского подчинения.
26 июня 1941 года, в самом начале Великой Отечественной войны, город захватили немецкие войска. В Погулянском лесу происходили массовые расстрелы. За северным валом Даугавпилсской крепости находился лагерь для советских военнопленных «Шталаг-340» (Stalag 340).
27 июля 1944 года части Красной армии освободили город от немецких войск, затем в течение августа — октября 1944 года Даугавпилс временно являлся столицей Латвийской ССР.
Во время Второй мировой войны на территории города уничтожено более 165 тысяч человек, а сам город был разрушен более чем на 70 %.

### В составе СССР
5 ноября 1946 года в городе пущен первый трамвай.
С 8 апреля 1952 года по 25 апреля 1953 года Даугавпилс — центр Даугавпилсской области Латвийской ССР. 30 мая 1953 года Указом Президиума Верховного Совета Латвийской ССР город Грива был присоединён к городу Даугавпилсу.
В 1957 году заработала Даугавпилсская телевышка (её первоначальная высота — 180 метров; в 1988 году она была увеличена, в настоящее время её высота составляет 204 метра).
В 1959 году по данным переписи населения СССР в городе проживало 65,5 тыс. человек.
Были построены новые жилые районы, Даугавпилсский завод приводных цепей, Даугавпилсский завод химического волокна, авторемонтный завод, мебельный комбинат, завод «Латремстанок», мясокомбинат, консервный завод.
Согласно переписи населения СССР в 1970 году в городе проживало 100,6 тыс. человек.
В 1979 году начато строительство Даугавпилсской ГЭС в районе Ругели, стройка была остановлена в 1987 году. В 1989 году смонтирован новый настил моста Единства.
В 1989 году перепись населения СССР зафиксировала в городе 126,7 тыс. жителей.

### В современной Латвии
На 1 января 1992 года в городе проживало 127 619 человек, затем население начало неуклонно сокращаться (численность населения указана по состоянию на 1 января): 1995 год — 120 897 чел.; 2000 год — 115 574 чел.; 2005 год — 107 269 чел.; 2010 год — 95 962 чел.; 2015 год — 86 435 чел.

## Население
| 1784     | 1825     | 1860     | 1897     | 1913     | 1914     | 1920     | 1925     | 1930    | 1935     | 1938     | 1940     |
| -------- | -------- | -------- | -------- | -------- | -------- | -------- | -------- | ------- | -------- | -------- | -------- |
| 3573     | ↘2885    | ↗13 000  | ↗69 675  | ↗112 848 | ↘112 837 | ↘31 500  | ↗40 640  | ↗43 226 | ↗45 160  | ↘40 071  | ↗51 300  |
| 1944     | 1945     | 1946     | 1950     | 1955     | 1956     | 1959     | 1960     | 1966    | 1970     | 1977     | 1979     |
| ↘14 832  | ↗29 600  | ↘22 587  | ↗50 800  | ↗58 600  | ↘58 500  | ↗65 459  | ↗67 500  | ↗88 900 | ↗100 400 | ↗110 300 | ↗115 600 |
| 1989     | 1995     | 2003     | 2007     | 2009     | 2010     | 2011     | 2012     | 2013    | 2016     | 2017     | 2019     |
| ↗129 000 | ↘120 000 | ↘112 132 | ↘108 091 | ↘104 857 | ↘103 754 | ↘102 496 | ↘101 057 | ↘98 922 | ↘95 467  | ↘84 592  | ↘82 604  |
| 2020     | 2021     | 2022     | 2023     | 2024     |          |          |          |         |          |          |          |
| ↘82 046  | ↘80 627  | ↘79 120  | ↘78 850  | ↘77 799  |          |          |          |         |          |          |          |

По данным Центрального статистического управления Латвии, численность населения города на начало 2023 года составила 78 850 человек. При этом доля жителей 65 лет и старше в структуре городского населения достигла 23,82 % (18 780 чел.), а доля жителей 14 лет и младше была на уровне 14,59 % (11 506 чел.).
По данным переписи 2011 года в городе было 93 312 жителей. Основной язык общения — русский, являвшийся по переписи 2000 года родным языком для 80,4 % жителей города.

### Национальный состав
Во времена Российской империи город входил в черту еврейской оседлости, и затем, уже в независимой Латвийской Республике, вплоть до начала Второй мировой войны был населён прежде всего евреями: они составляли в 1815 году — 57 %, по переписи 1897 года — 46 %, в 1921 году — 40 %, в 1935 году — 25 % его жителей. Во время немецкой оккупации в Даугавпилсе находилось еврейское гетто.
Национальный состав населения города Двинска (на основе статистических данных Первой всеобщей переписи населения Российской империи 1897 года):
| Национальность       | чел. (1897) | %        |
| -------------------- | ----------- | -------- |
| всего                | 69675       | 100,00 % |
| евреи                | 32064       | 46,02 %  |
| великорусы (русские) | 19153       | 27,49 %  |
| поляки               | 11420       | 16,39 %  |
| немцы                | 3126        | 4,49 %   |
| белорусы             | 1525        | 2,19 %   |
| латыши               | 1274        | 1,83 %   |
| татары               | 521         | 0,75 %   |
| малороссы (украинцы) | 196         | 0,28 %   |
| литовцы              | 190         | 0,27 %   |

По данным на начало 2023 года, 46,9 % жителей города Даугавпилса — русские. Остальную часть населения составляют латыши (21,0 %), поляки (12,8 %), белорусы (7,1 %), украинцы (2,5 %), литовцы (0,8 %), цыгане (0,4 %), евреи (0,2 %) и другие (8,3 %; включая лиц, не указавших свою национальность).
Национальный состав населения города Даугавпилса согласно переписям 1989, 2011 и 2021 годов, и по оценке на начало 2023 года:
| Национальность                                         | чел. (1989) | %        | чел. (2011) | %        | чел. (2021) | %        | чел. (2023) | %        |
| ------------------------------------------------------ | ----------- | -------- | ----------- | -------- | ----------- | -------- | ----------- | -------- |
| всего                                                  | 124910      | 100,00 % | 93312       | 100,00 % | 80627       | 100,00 % | 78850       | 100,00 % |
| русские                                                | 72775       | 58,26 %  | 50013       | 53,60 %  | 38773       | 48,08 %  | 36971       | 46,89 %  |
| латыши                                                 | 16243       | 13,00 %  | 18447       | 19,77 %  | 16669       | 20,67 %  | 16556       | 21,00 %  |
| в том числе латгальцы                                  |             |          | 7673        | 8,22 %   |             |          |             |          |
| поляки                                                 | 16338       | 13,08 %  | 13278       | 14,23 %  | 10546       | 13,07 %  | 10064       | 12,76 %  |
| белорусы                                               | 11385       | 9,11 %   | 6674        | 7,15 %   | 5974        | 7,40 %   | 5590        | 7,09 %   |
| украинцы                                               | 3903        | 3,12 %   | 1795        | 1,92 %   | 1576        | 1,95 %   | 1965        | 2,49 %   |
| литовцы                                                | 1118        | 0,90 %   | 891         | 0,95 %   | 709         | 0,87 %   | 664         | 0,84 %   |
| цыгане                                                 | 353         | 0,28 %   | 375         | 0,40 %   | 340         | 0,42 %   | 346         | 0,44 %   |
| евреи                                                  | 1373        | 1,10 %   | 311         | 0,33 %   | 166         | 0,21 %   | 148         | 0,19 %   |
| другие (включая лиц, не указавших свою национальность) | 1422        | 1,14 %   | 1528        | 1,64 %   | 5874        | 7,29 %   | 6546        | 8,30 %   |

### Гражданство
Население города по наличию гражданства (на начало 2023 года):
| Гражданство                    | чел. (2023) | %        |
| ------------------------------ | ----------- | -------- |
| всего                          | 78850       | 100,00 % |
| Латвии                         | 62335       | 79,06 %  |
| неграждане                     | 10705       | 13,58 %  |
| России                         | 3967        | 5,03 %   |
| украинские беженцы             | 849         | 1,08 %   |
| стран Евросоюза (кроме Латвии) | 464         | 0,59 %   |
| Беларуси                       | 243         | 0,31 %   |
| Украины                        | 191         | 0,24 %   |
| других стран                   | 96          | 0,12 %   |

## Туристические достопримечательности
Даугавпилс является одним из крупнейших культурных центров страны, а также важным транспортным узлом между Россией и Евросоюзом.
В городе есть железнодорожные и автобусная станции. Недалеко от города, в Лоциках, расположен бывший советский военный аэродром, проект развития которого с 2005 года находится в стадии поиска потенциальных инвесторов.
В Даугавпилсе функционируют как государственные, так и частные университеты, имеются городской театр, в котором проводятся спектакли на русском и латышском языках, краеведческий и художественный музеи. Главной достопримечательностью города является хорошо сохранившаяся Даугавпилсская крепость начала XIX века, построенная под руководством инженер-генерал-майора Е. Ф. Гекеля.
Для проведения свободного времени в Даугавпилсе работает Ледовый дворец, боулинг-центр в молодёжном развлекательном центре Orange Bowling в торговом центре Ditton Nams, а также Даугавпилсский музей, различные выставочные пространства, множество ресторанов, кафе и баров. Летом работает база отдыха Stropu Vilnis, находящаяся у Стропского озера. В 2009 году сдан в эксплуатацию Даугавпилсский многофункциональный спортивный комплекс. Зимой есть возможность посетить лыжный комплекс отдыха Эглюкалнс, находящийся недалеко от города.
В 2009 году в торговом центре Ditton Nams открылся шестизальный кинотеатр Silver Screen на 1200 мест (ныне закрыт).
Ведётся реставрация архитектурной доминанты города, крупнейшего фортификационного сооружения в Прибалтике — Даугавпилсской крепости. В 2010 году закончена реставрация одного из самых значительных зданий города — Дома Единства.
В Даугавпилсе планировалось строительство первой в Прибалтике солнечной электростанции, но в итоге этот проект был заморожен.
4—6 июня 2010 года Даугавпилс отметил своё 735-летие. Юбилей ознаменовался праздником песни, в котором приняли участие более 3000 участников со всей Латвии. Среди почётных гостей праздника были президент страны Валдис Затлерс, премьер-министр Валдис Домбровскис и композитор Раймонд Паулс. В том же году отмечалось 200-летие со времени начала строительства Даугавпилсской крепости.
В городе функционируют два исправительных учреждения, расположенных на разных берегах Даугавы. Даугавпилсская тюрьма, известная под названием «Белый лебедь», построена в 1863 году на тогдашней окраине города. В настоящее время она находится недалеко от современного центра города.

## Территориальное деление
В Даугавпилсе выделяют 25 планировочных микрорайонов:
1. Визбули (латыш. Vizbuļi)
2. Гаёк (латыш. Gajoks)
3. Грива (латыш. Grīva)
4. Дзинтари (латыш. Dzintari)
5. Железнодорожник (Дзелзцельниекс, латыш. Dzelzceļnieks)
6. Калкуны (латыш. Kalkūni)
7. Крепость (латыш. Cietoksnis)
8. Крыжи (латыш. Križi)
9. Лигинишки (латыш. Liginišķi)
10. Старые Стропы (латыш. Vecstropi)
11. Межциемс (латыш. Mežciems)
12. Нидеркуны (латыш. Nīderkūni)
13. Новое Строение (латыш. Jaunbūve)
14. Новые Стропы (латыш. Jaunstropi)
15. Новый Форштадт (латыш. Jaunā Forštate или Jaunā Forštadte). До апреля 1992 года — Первомайский[60] (латыш. Pirmā maija ciemats), в просторечии — Первомайка.
16. Ругели (латыш. Ruģeļi)
17. Средняя Погулянка (латыш. Viduspoguļanka)
18. Старые Стропы (латыш. Vecstropi)
19. Старый Форштадт (латыш. Vecā Forštate или Vecā Forštadte)
20. Химия (латыш. Ķīmija) или Посёлок Химиков (латыш. Ķīmiķu ciemats)
21. Центр (латыш. Centrs)
22. Черепово (латыш. Čerepova)
23. Эзермала (латыш. Ezermala)
24. Эспланада (латыш. Esplanāde)
25. Юдовка (латыш. Judovka)

## Политика и власть

### Комтуры Динабургского замка
Ливонский орден, построив замок, назначал комтуров для управления округой.
- 1367 — Дитрих Фрейтаг (Dietrich Freitag);
- 1387—1390 — Бернхард Хевельман (Bernhard Hövelmann);
- 1414—1417 — Иоганн Швартхоф (Johan Schwarthof);
- 1422—1427 — Хейнрих фон Ферст (Heinrich von der Vaerst);
- 1431 — Вольтер фон Лоэ (Wolter von Loe);
- 1436—1437 — Бруно фон Хиршберг (Bruno von Hirschberg);
- 1439—1442/1445 — Хейнрих Шпренге (Heinrich Sprenge);
- 1445—1446 — Хейнрих Вельдеге (Heinrich Weldege);
- около 1450 — Иоганн фон Крикенбек, которого также именовали Шпором фон Гертен;
- 1451 — Конрад фон Фиттингоф (Konrad von Vietinghoff);
- 1471 — Эберхард Лаппе фон Рур (Eberhard Lappe von der Ruhr);
- 1473—1476 — Энгельберт Лаппе фон Кёнинген (Engelbrecht Lappe von Köningen);
- 1481—1484 — Вильгельм фон Беннингсгаузен (Wilhelm von Bönninghausen);
- 1495—1501 — Иоганн Финке фон Оверберг (Johann Vincke von Overberg);
- 1502—1510 — Вальтер фон Плеттенберг (Wolter von Plettenberg);
- 1513—1525 — Хейнрих Платер (Heinrich Plater);
- 1527—1535 — Иоганн фон Эйкель (Johann von Eickel);
- 1535—1554 — Иоганн Вильгельм фон Фюрстенберг (Wilhelm Fürstenberg);
- 1554—1558 — Готхард Кеттлер (Gotthard Kettler)[61];
- 1558—1559 — Георг фон Зебург цу Вишлинген (Georg von Syburg zu Wischlingen).

### Старосты
Во времена польского владычества (1561—1772 годы) в городе назначались старосты.

### Градоначальники
Руководители города (городские головы, председатели исполкома городского совета, управы и городской думы):

### XIX век
- 1865—1870, 1874—1876 — Гагельстром, Николай Иванович, городской голова Динабурга
- июнь 1876 — май 1890 — Дубровин, Павел Фёдорович, городской голова Динабурга
- 1891—1892 — Субботин, Василий Григорьевич, городской голова Динабурга
- 1892—1894 — Антонов, Дмитрий Антонович, городской голова Динабурга (Двинска)
- 1894—1898 — Молчанов, Иван Кондратьевич, городской голова Двинска
- 1898—1899 — Гаген, Август Иванович (Фридрих Август фон Хаген), и. о. городского головы Двинска
- 1899—1915 — Пфейффер, Арвид Яковлевич (Карл Якоб Арвид Пфейффер), городской голова Двинска

### XX век
- 1915—1917 — Молчанов, Яков Кондратьевич, городской голова Двинска
- 1917 — Чешейко-Сохацкий, Вацлав Владиславович, и. о. городского головы Двинска
- 1917 — Имшенецкий, Е., городской голова Двинска
- 1917 — Чешейко-Сохацкий, Стефан Вацлавович, председатель исполкома Двинского Совета рабочих депутатов, председатель Двинского ревкома (1918—1919)
- 1918 — Рабинович, М., городской голова Двинска
- 1918 — Минус, Карл Вильгельмович, городской голова Двинска
- 1918 — Коритц, Андор Игнатьевич, 2-й городской голова Двинска
- 1918 — Мовшензон, Яков Львович, председатель городской коллегии Двинска
- 1918—1919 — Чешейко-Сохацкий, Стефан Вацлавович, председатель исполкома Двинского Совета рабочих депутатов, председатель Двинского ревкома
- 1919 — Балодис (Балод), Карл Карлович, председатель уездного исполкома Двинского Совета рабочих депутатов, председатель Двинского ревкома
- 1919 — Аллен, Пётр Яковлевич, председатель Двинского ревкома
- 1920—1923 — Зинкель, Эйженс, городской голова Даугавпилса
- 1923—1937 — Волонтс, Янис, городской голова Даугавпилса
- 1938—1940 — Швиркст, Андрейс, городской голова, затем старшина Даугавпилса
- 1940 — Анцанс, Янис, городской старшина Даугавпилса
- 1940—1941 — Шкапарс, Бернардс, городской старшина Даугавпилса, председатель временного исполнительного комитета депутатов трудящихся Даугавпилса
- 1941—1942 — Петерсон, Эдуардс, городской старшина Даугавпилса
- 1942—1944 — Ниедре, Янис, городской старшина Даугавпилса
- 1944—1946 — Бриедис, Янис (Иван), председатель исполнительного комитета депутатов трудящихся Даугавпилса
- 1946—1950 — Синченко, Алексей, председатель исполнительного комитета депутатов трудящихся Даугавпилса
- 1950—1952 — Пакалнс, Янис, председатель исполнительного комитета депутатов трудящихся Даугавпилса
- 1952 — Дзенис, Карлис, председатель исполнительного комитета депутатов трудящихся Даугавпилса
- 1952—1962 — Пакалнс, Янис, председатель исполнительного комитета депутатов трудящихся Даугавпилса
- 1962—1968 — Трейманис, Зигфридс, председатель исполнительного комитета депутатов трудящихся Даугавпилса
- 1968—1977 — Азан, Владислав Доминикович, председатель исполнительного комитета депутатов трудящихся Даугавпилса
- 1977—1981 — Гросс, Эдуард, председатель исполнительного комитета народных депутатов Даугавпилса
- 1981—1985 — Ванагс, Леопольд, председатель исполнительного комитета народных депутатов Даугавпилса
- 1985—1987 — Жарков, Владимир, председатель исполнительного комитета народных депутатов Даугавпилса
- 1987—1991 — Видавский, Алексей Антонович, председатель исполнительного комитета народных депутатов Даугавпилса
- 1991 — Жарков, Владимир, председатель исполнительного комитета народных депутатов Даугавпилса
- 1991—1994 — Лаускис, Валдис, председатель временной управы Даугавпилса
- 1994—2001 — Видавский, Алексей Антонович, председатель городской думы Даугавпилса

### XXI век
- 2001—2003 — Эйгим, Рихард, председатель городской думы Даугавпилса[65]
- апрель — август 2003 — Шкинч, Ивар, председатель городской думы Даугавпилса
- 2003—2009 — Строде, Рита Альбертовна, председатель городской думы Даугавпилса
- июль — 24 сентября 2009 — Эйгим, Рихард, председатель городской думы Даугавпилса
- 24—28 сентября 2009 — Янковская, Ливия, и. о. председателя городской думы Даугавпилса (до избрания нового мэра)
- 28 сентября 2009 — 24 марта 2011 — Лачплесис, Янис, председатель городской думы Даугавпилса[66]
- 24 марта 2011 — Азаревич, Виталий, и. о. председателя городской думы Даугавпилса
- 24 марта 2011 — 1 июля 2013 — Кулакова, Жанна, председатель городской думы Даугавпилса[67]
- 1 июля 2013 — 26 июня 2017 — Лачплесис, Янис, председатель городской думы Даугавпилса
- 26 июня 2017[68] — 2 сентября 2017[69] — Элксниньш, Андрей, председатель городской думы Даугавпилса
- 2 сентября 2017 — 22 ноября 2018 — Эйгим, Рихард Леонович, председатель городской думы Даугавпилса
- 22 ноября 2018 — 17 января 2019 — Прелатов, Игорь, и. о. председателя городской думы Даугавпилса
- 17 января 2019 — 11 июня 2020 — Элксниньш, Андрей, председатель городской думы Даугавпилса
- 11 июня 2020 — 29 июня 2020 — Лачплесис, Янис, и. о. председателя городской думы Даугавпилса
- 29 июня 2020 — 1 июля 2021 — Прелатов, Игорь, председатель городской думы Даугавпилса[70]
- 1 июля 2021 — настоящее время — Элксниньш, Андрей, председатель городской думы Даугавпилса

## Транспорт

### Автомобильный
Улица 18 ноября соединяет восточную часть города с городским центром. Протяжённость магистрали — 8,5 км. В городе есть мост через Западную Двину, который был построен в 1935 году. Он соединяет центр города и Гриву. Также построен новый путепровод через железную дорогу, который соединяет центр и Новое Строение.

### Автобус
До Второй мировой войны в городе уже существовало автобусное сообщение (осуществлялось частными перевозчиками). Имелись маршруты в Стропы и Погулянку (Межциемс).
В настоящее время в городе действуют 27 маршрутов городского автобуса и 5 — маршрутного такси. Автопарк в основном состоит из автобусов Solaris Urbino 15, Volvo B10MA-55 и микроавтобусов Mercedes-Benz Sprinter.
В 1954 году открыто здание автовокзала на перекрёстке улиц Виестура и Лачплеша. В 2004 году старое здание было снесено, и на его месте в 2004—2005 годах построен новый автовокзал.

### Трамвай
Даугавпилсский трамвай — одна из трёх действующих трамвайных систем в Латвии (также имеется трамвайное сообщение в Риге и Лиепае). В городе существуют пять трамвайных линий, связывающих различные районы Даугавпилса.
Маршрут № 1 (Улица Бутлерова — Вокзал). Открыт в 1946 году. Первоначально соединял Кожзавод с центральным вокзалом. В начале 1960-х годов в связи со строительством завода химволокна и нового микрорайона принято решение продлить трамвайные пути до Стропского леса. В 1962 году маршрут продлён на 2,2 км и заканчивался в депо. В середине 1970-х годов маршрут № 1 стал полностью двухпутным.
Маршрут № 2 (Улица Бутлерова — Хлебокомбинат). Открыт в 1947 году как вторая очередь трамвая в городе.
Маршрут № 3 (Крепость — озеро Стропы — микрорайон Химия — Крепость). Открыт в 1949 году. Линия длиной 1,3 км соединила Крепость и Центральный рынок. В 1960 году линия продлена до Стропского озера. До 1987 года в городе имелось 4 трамвайных маршрута, однако в 1987 году маршруты № 3 «Вокзал — Стропы» и № 4 «ЗХВ — Крепость» объединили в постоянный маршрут № 3 «Крепость — Стропы».
Маршрут № 4 (Хлебокомбинат — Вокзал; открыт в январе 2022 года).
Маршрут № 5 (Крепость — микрорайон Химия — озеро Стропы — Крепость; с января 2024 года).
В трамвайном парке — 47 вагонов, в том числе вагоны РВЗ-6 Рижского вагоностроительного завода, КТМ-5 и КТМ-8 Усть-Катавского вагоностроительного завода, а также вагоны «Tatra» чешского производства. В 2014 году закуплены вагоны УКВЗ: 8 — 71-623 и 4 трёхсекционных 71-631. Кроме этого, в депо находятся 3 служебных вагона (на линию не выходят).

### Речной транспорт
В городе существовал речной трамвай, обеспечивавший переправу жителей города через Даугаву. В 1920—1930 годах на корабле «Орёл» начали осуществляться перевозки между Гривой и Даугавпилсом. Пристани находились у ТЭЦ-1 (начало Красноармейской улицы) и напротив у речфлота на Гриве. Речные пассажирские перевозки функционировали до начала 1990-х годов.

### Железнодорожный транспорт
В черте города находятся станции Даугавпилс-1 Пассажирский, Даугавпилс-2 Товарный, Даугавпилс-Сортировочный, Грива (до 1921 года — Калкуны). Ранее пассажиров также обслуживал Петербургско-Варшавский вокзал. В 2010 году праздновалось 150-летие открытия железнодорожного сообщения [это событие произошло 8 (20) ноября 1860 года].
В 1963—1968 годах сооружён совмещённый автожелезнодорожный Свентский мост (по названию посёлка Свенте) через реку Даугава (Западная Двина) на окружной железной дороге в обход Даугавпилса.
Железнодорожное сообщение связывает Даугавпилс с Ригой (4 пары рейсов дизель-поездов в день) и Минском (поезд Рига — Минск, по нечётным числам из Минска, по чётным из Риги).

### Воздушное сообщение
На левом берегу Даугавы находится аэродром Грива-Западный, ранее использовавшийся клубом ДОСААФ СССР.
Одно время велась работа по превращению бывшего военного аэродрома в Лоциках в Даугавпилсский международный аэропорт регионального значения (основная взлётно-посадочная полоса длиной 2500 метров, шириной 46 метров). В Советском Союзе этот был аэродром первого класса (тогда он мог принимать все производившиеся в СССР самолёты). В конце 1990-х годов пассажирские самолёты с этого аэродрома недолго летали в Ригу, Лиепаю и Копенгаген, затем он прекратил своё существование, а здание аэропорта использовалось как кафе «Пилот». В настоящее время все объекты, кроме ещё действующей метеостанции, в нерабочем состоянии (большинство зданий разрушены). Также разобрана основная часть взлётно-посадочной полосы.

#### История
В 1958—1986 годах в городском районе Ругели существовал гражданский аэропорт. Выполнялись рейсы в Ригу, Лиепаю, Минск, Москву (с промежуточной посадкой), Глубокое, в 1980-х годах существовали рейсы Даугавпилс — Рига, Минск — Нарочь — Даугавпилс, Лиепая — Даугавпилс — Москва (Быково) и обратно, Лиепая — Даугавпилс — Симферополь. Взлётно-посадочная полоса аэропорта была грунтовая. Касса Аэрофлота находилась в Народном доме, по улице Гоголя (ныне Саулес), 23а.
Начал аэропорт свою деятельность в мае 1958 года, когда в Ригу на самолёте Ли-2 были перевезены первые 24 пассажира. Затем несколько десятилетий аэропорт развивался, появлялись новые маршруты (до этого здесь было только лётное поле, на которое садились лишь почтовые и санитарные По-2). Использовались самолёты Ли-2, Ил-14, Ан-24, а также вертолёты Ми-2 (например, в Минск летали самолёты Ан-2).
В 1980-х годах аэропорт закрыли, лётное поле позднее передали под частную жилищную застройку, появились четыре новых улицы.

## Мосты
В Даугавпилсе находятся несколько мостов через Даугаву и небольшие реки:
- мост Единства;
- мост через реку Лауцесу;
- Железнодорожный мост;
- мост через реку Мельничку.

## Наука и образование
Даугавпилс является центром науки и образования Латгалии. В городе действуют 13 средних общеобразовательных учебных заведений, 6 основных школ, 3 специальных учебных заведения, 29 дошкольных учебных заведений, 7 профессиональных училищ, 5 внешкольных заведений.
В городе находятся девять высших учебных заведений:

| - Даугавпилсский университет - Даугавпилсский филиал Балтийской международной академии - Даугавпилсский филиал Высшей школы психологии - Даугавпилсский филиал Высшей школы социальных технологий | - Даугавпилсский филиал Латвийского университета - Даугавпилсский филиал Рижского института аэронавигации - Даугавпилсский филиал Рижского технического университета - Даугавпилсский филиал Рижской международной высшей школы экономики и делового администрирования |

В 1948—1993 годах в городе располагалось Даугавпилсское высшее военное авиационное инженерное училище.

## Культура

### Архитектура

#### Исторический центр
Исторический центр Даугавпилса (застройка кварталов центра города XIX — начала XX веков) является памятником градостроительства государственного значения, внесённым в свод охраняемых объектов и памятников Латвийской Республики в 1998 году. В Латгалии тесно переплелись все ветви христианской культуры. Старый Орденский замок был возведён немецкими рыцарями в XIII веке выше по течению Двины, и окончательно разрушен шведами в 1655 году. Нынешний исторический центр города в границах так называемого «Большого Форштадта», впервые упоминаемого в письменных источниках XVI века, связан с событиями Ливонской войны. Затем последовали русско-шведская война, осада города шведами, взятие Динабурга в 1656 году войсками русского царя Алексея Михайловича (накануне дня памяти святых Бориса и Глеба) и 11-летнее существование города Борисоглебова. Потом произошло возвращение поляков, формирование центра воеводства и строительство резиденции ордена иезуитов.
После первого раздела Польши в 1772 году Инфлянты (Латгалия) вошли в состав Российской империи. За этим последовало бурное развитие города, при этом в XIX веке он почти весь был заново перестроен. Так, была воздвигнута Динабургская крепость (1810—1878 годы), построена дамба для защиты города от наводнений, через город проложена новая трасса дороги Санкт-Петербург — Варшава, возведён мост через Двину, открыт телеграф, проведены магистральные линии железных дорог.
В 1826 году утверждён план застройки города по оригинальной градостроительной концепции: главная площадь примыкала к магистрали, переходила в эспланаду, замыкалась валами крепости и вертикалью иезуитского собора. Полагают, что дальнейшее развитие площади предполагало симметричное размещение на двух её концах двух соборов — католического и православного. Однако позже постройка рынка нарушила этот план. Католический собор построили, а для православного пришлось искать новое место.
В 1820—1830-х годах по проектам петербургского архитектора A. Е. Штауберта в глубине главной площади города в стиле позднего ампира были построены двухэтажные здания уездных присутственных мест и гимназии. На площади кипела торговая жизнь: деревянные торговые лавки и лабазы нескольких рынков занимали это пространство, торговыми павильонами постепенно перекрывая монументальную перспективу с видом на крепость. В 1856—1864 годах в центре площади построен Александро-Невский собор. На купол православного собора была ориентирована перспектива улицы Саулес. Позднее, во времена довоенной Латвийской республики, в 1936—1937 годах на месте рынка возвели комплекс Дома Единства, замкнувший площадь и изменивший её монументальный масштаб. Пространство позади собора было ранее превращено в сквер, благоустроено, здесь устроили фонтан. Исторический центр города известен своим стилистическим разнообразием и особой формы фасадами домов, в том числе из красного кирпича, в стиле так называемого «латгальского барокко».

#### Застройка из красного кирпича
В застройке Даугавпилса встречается необычно большое количество зданий, выполненных из красного кирпича. Данная разновидность эклектики шире всего представлена в домах, спроектированных архитектором немецкого происхождения Вильгельмом Нейманом, который с 1878 по 1895 год являлся главным архитектором города. Яркий пример красной кирпичной архитектуры — здания в полуквартале улиц Ригас — Института — Саулес, на ул. Саулес, 1/3, Ригас, 4, Института, 4, 3 и Музея, 6. Характерные для эклектизма формообразующие приёмы, использованные на фасадах этих домов, отличаются качеством и точностью проработки деталей.

#### Крепость
Символ города Даугавпилса, выдающееся фортификационное сооружение, занимающее площадь более 150 гектаров. Единственная крепость первой половины XIX века в Восточной Европе, которая сохранилась почти без изменений (её возведение началось в 1810 году). Ломаную линию укреплений формирует крепостной вал с 8 бастионами, 6 равелинами, 6 контргардами и другими защитными сооружениями: люнетами, редутами и рвом. На левом берегу Даугавы находится предмостное укрепление (на территории которого располагается тюрьма). Каждое сооружение крепости разработано с применением опыта архитектурных школ Российской империи и Европы. Планировка внутренней части крепости была выполнена по традиционному образцу военных городков: в центре — парадная площадь, вокруг которой располагались кварталы административных и жилых зданий. Все фасады зданий выдержаны в стиле ампир, за исключением Николаевских ворот и водонапорной башни, сооружённых в псевдоготическом стиле.

#### Деревянная архитектура
Даугавпилс уникален сохранившейся деревянной архитектурой XIX века. Почти полностью деревянными строениями застроены микрорайоны Грива и Старый Форштадт, а также Старая Погулянка и Старые Стропы, где сохранились редкие образцы деревянных дач XIX века. Помимо этого, в городе можно встретить редкий образец национально-фольклорной линии архитектора Ивана Ропета — церковь Александра Невского, построенную без единого гвоздя и являющуюся памятником деревянного зодчества.

#### Югендстиль
В городе имеется ряд зданий, выдержанных в югендстиле (ар-нуво, модерн). В первую очередь, это здание Даугавпилсского краеведческого музея на улице Ригас, 8, а также два дома на улице Саулес (№ 41, 55) в историческом центре города и здание на улице Фебруара, 24 (Гаёк). Часть зданий данного архитектурного стиля утрачена во время Второй мировой войны (как, например, дом на улице Зелёной).

#### Советский модернизм
В городе есть редкие образцы архитектуры в стиле советского модернизма. В их число входит здание бывшего кинотеатра «Ренессанс» (до 1991 года — «Октобрис», затем — «Аустра»), построенного в 1970-е годы по проекту архитектора Ольгерта Крауклиса (за этот проект он получил Государственную премию в области архитектуры) и Даугавпилсский дворец культуры и спорта. Дворец известен, в том числе, и своим витражом «Огонь и ночь» (создан в 1971 году). Автор витража — акварелист и витражист Эгонс Цесниекс (1915—1978) — посвятил работу памяти Яниса Райниса в его родной Латгалии.

#### Советский период в архитектуре города
Помимо зданий, выполненных в стиле модернизма, в городе встречается типовая застройка «спальных» районов 1970-х и 1980-х годов, типовые здания учебных заведений, а также большое количество ярких примеров «сталинской» архитектуры 1950-х и 1960-х годов: даугавпилсские школы № 9, № 8, № 3, № 7, старый корпус Даугавпилсского университета (здание несостоявшегося обкома партии), Даугавпилсский железнодорожный вокзал, бывший кинотеатр «Даугава» и утраченное в 2000-е годы здание автобусной станции. Здания в стиле сталинского ампира отличаются разработкой традиций русского классицизма, использованием архитектурных ордеров, барельефов с геральдическими композициями и изображениями трудящихся.

#### Современная архитектура
Даугавпилс всё время строится и изменяется, поэтому в нём можно встретить большое количество современных зданий. Однако многие из этих строений лишены архитектурной ценности и имеют только утилитарное назначение: торговый комплекс Ditton Nams, торговый парк Solo, автобусная станция и т. д. Есть и более удачные примеры: Многофункциональный спортивный центр и автоцентр Renault, оба строения находятся на Эспланаде.

#### Памятники и скульптуры
- Вечный огонь — мемориал воинам-освободителям в Парке Дубровина.
- Крест в память павших польских воинов. Новое Строение, скульптор Ромуальд Гибовский, архитектор Ванда Баулина.
- Памятник, посвящённый участнику Польского восстания 1863—1864 годов графу Леону Плятеру. Открыт 9 июня 2013 года в Даугавпилсской крепости, скульптор Ромуальд Гибовский.
- Памятник «полякам-сибирякам», депортированным в Сибирь (римско-католическое кладбище). Открыт Центром польской культуры 17 сентября 2009 года, скульптор Ромуальд Гибовский[79][80].
- Скульптура черепахи на улице Ригас. Светлый гранит, 2009 год, скульптор Иво Фолкманис.
- Скульптура Летучей мыши. Открыта 15 июня 2012 года на перекрёстке улиц Ригас и Михоэлса.
- Скульптура кота на улице Ригас у дома № 51. Тёмный гранит, открыта 10 июня 2011 года, скульптор Дмитрий Якимчук (Волков)[81].
- Памятник городскому голове Павлу Дубровину (Парк Дубровина). Бронза, 2007 год, скульптор Александр Тартынов.
- Памятник латгальской керамике (единственный в мире). Открыт 19 мая 2012 года на ул. Ригас.

- Памятная доска и барельеф, посвящённые актёру и режиссёру Соломону Михоэлсу, на доме, в котором он родился. Улица Михоэлса (бывшая Постоялая), 4.
- Памятная доска с барельефом, посвящённая польскому композитору, дирижёру и музыканту Гжегожу Фительбергу, на доме по адресу ул. Михоэлса, 58 (у входа в Центральную детскую библиотеку), в котором он родился и провёл своё детство[82].
- Памятник Марку Ротко. Набережная Даугавы в Даугавпилсе, 2003 год. Автор — Ромуальд Гибовский.
- Бюст, посвящённый 100-летию латышского народного поэта Яниса Райниса. Бронза, 1967 год, скульптор Индулис Фолкманис.
- Бюст, посвящённый Андрею Пумпуру, в сквере Андрея Пумпура. Скульптор И. Круминя, 1966 год.
- Памятная доска 80-летию белорусской государственной гимназии. Ул. Варшавас, 16.
- Памятник эпосу «Лачплесис». Первоначально был установлен в Новом Строении, перенесён к 1-й начальной школе после её реконструкции.
- Горельеф на здании городского ЗАГСа. 1980 год, скульптор Индулис Фолкманис.
- Памятник защитникам города (Грива). 1975 год, скульптор Индулис Фолкманис, архитектор В. А. Калниньш.
- Горельеф на здании музыкальной школы. 1972 год, скульптор Индулис Фолкманис.
- «Девочка с лилией». Бронза, 1950-е годы, фонтан в сквере Андрея Пумпура.
- Монумент «Чайка». 1976 год, автор — художник-оформитель Даугавпилсского молочного комбината Фелстер.
- Скульптурная композиция у школы Сасканяс: лесные животные и ребёнок.
- Группа скульптур в сквере на улице Ригас (в Саду скульптур рядом с костёлом Святого Петра).
- Мемориальная доска в память о встрече Ю. Пилсудского и Я. Балодиса в январе 1920 года. Улица Гимназияс, 11.
- Скульптура оленя. Ранее была установлена напротив Братского кладбища советским воинам, ныне находится в Погулянке на улице Вентас.
- Скульптура девочки. Берег озера Губище со стороны улицы 18 ноября.
- Чугунные львы. Установлены у входов в Даугавпилсский краеведческий и художественный музей со стороны улиц Ригас и Музея. Скульптор неизвестен.
- Солнечные часы напротив старого корпуса Даугавпилсского университета. 1910 год, чёрный мрамор. Автор — учитель физики Двинского реального училища Аркадий Яськов.
- Мемориальная доска архитектору В. Витанду. Автор проекта — Vienības Nams. Ул. Гимназияс, на здании Дома Единства.
- Памятная доска об испытаниях пенициллина в госпиталях города осенью 1944 — весной 1945 года. 1984 год, улица Саулес 1/3.
- Памятная доска латгальскому издательству Владислава Лочса (1943—1944) на стене дома № 5 по ул. Аллеяс.
- Стела «Двинцы» на привокзальной площади. Чеканка по меди, 1967 год, скульптор Индулис Фолкманис.
- Мемориал жертвам фашизма в Межциемсе. Стела, скульптор Индулис Фолкманис.
- Обелиск, посвящённый 360-й стрелковой дивизии Красной армии, воины которой первыми вошли в город 27 июля 1944 года. Открыт в 1967 году. Находится напротив Братского кладбища, улица 18 ноября, Старые Стропы.
- Памятник императору Николаю II в память о его пребывании в Двинске 29 октября 1904 года. Открыт в июле 1913 года в Черепово. К настоящему времени сохранился лишь постамент памятника. Пушка с вензелем императора и государственным гербом Российской империи повреждена в 1930-х годах и нуждается в реставрации. 26 июня 2012 года постамент памятника перевезён из Ругели в Даугавпилсскую крепость и установлен на газоне у Водоподъёмного здания.
- Мемориальная доска, посвящённая Андрею Швирксту, главе управы Даугавпилсского уезда (1928—1938) и Даугавпилса (1938—1940). Открыта в 2011 году, находится на стене Дома Единства, автор — Иво Фолкманис[83].
- Памятная доска на стене бывшего консульства Польши в Даугавпилсе, ул. Музея, 6[84]. В этом доме в 1930—1939 годах находилось консульство Польской Республики. Открыта в 2012 году. Надписи на латышском и польском языках[85].
- Символический памятник Леониду Добычину. В июне 2012 года начался сбор средств на его сооружение[86]. Открыт 2 сентября 2012 года на православном кладбище.
- Памятник евреям, узникам Даугавпилсского гетто (1941—1942), возле Предмостного укрепления Динабургской крепости. Открыт 6 сентября 2015 года[87][88][89].
- Мемориальная доска Фридриху Бриедису[90]. Открыта 6 ноября 2015 года на здании по адресу ул. Музея, 6[91].
- Мемориальная доска врачу Элине Роне (1920—2011) на стене бывшего родильного дома по улице Варшавас, 43а. Открыта 16 июня 2022 года[92][93][94].
- Памятная доска почётному жителю города, инженеру-строителю Ю. Денисову. Открыта 12 августа 2022 года на здании Информационного центра Даугавпилсской крепости (ул. Николая, 5)[95][96][97][98].

Утраченные:
- Памятник В. И. Ленину на площади Виенибас (ранее площадь Ленина). Гранит, 1970 год, скульптор А. Н. Черницкий, архитектор В. Калнынь.
- Памятники В. И. Ленину и И. В. Сталину напротив главного входа в городской театр (Дом Единства).
- Мемориал жертвам фашизма в Межциемсе (Даугавпилс). Ныне на месте скульптуры установлена стела. Первоначальный вариант: известковый туф, 1960 год, скульптор Х. Спринцис, архитектор З. Абелите. Реконструирован в 1976—1979 годах (скульптор Индулис Фолкманис).
- Танк Т-34. Шоссе P67, въезд в город со стороны Погулянки.
- Самолёт МиГ-19 у Михайловских ворот (Даугавпилсская крепость). Был убран в 1994 году, сохранился постамент.
- Обелиск в Сквере Славы (Новое Строение), 14-метровый штык и рельефное медное кольцо выполнены скульптором Индулисом Фолкманисом. Открыт в 1969 году, снесён в ночь на 31 октября 2022 года[99].

### Музеи
Даугавпилсский краеведческий и художественный музей
Даугавпилсский краеведческий и художественный музей — один из старейших и крупнейших музеев Латгалии. Основан в 1938 году, с 1959 года находится в красивейшем здании города, являющемся памятником истории культуры и архитектуры (югендстиль).
Даугавпилсский краеведческий и художественный музей — единственный музей городского самоуправления. Его экспозиция посвящена истории города Даугавпилса и Даугавпилсского края.
Художественный зал Леонида Баулина
В зале даугавпилсского художника Леонида Баулина (1945—2002) экспонируются произведения, созданные в 1972—1998 годах.
Музей «Евреи в Даугавпилсе и Латгалии»
Музей располагается на втором этаже синагоги «Кадиш». Экспозиция музея рассказывает о жизни и традициях евреев в Даугавпилсе и Латгалии с начала XX века и до наших дней. Она состоит из 25 стендов, посвящённых знаменитых раввинам, синагогам, школам, обществам и обыкновенным людям, жившим в регионе. Часть стендов о Даугавпилсе отражает трагедию Холокоста. Ряд стендов знакомит с довоенной жизнью евреев в маленьких городах Латгалии. В музее собраны уникальные фотографии, книги, календари, почётные грамоты, дипломы и другие документы. Туристы также могут увидеть свиток Ветхого Завета и религиозные принадлежности. Адрес музея: улица Циетокшня, 38.
Музей военной техники
Недалеко от города, в посёлке Свенте, расположен музей военной техники, находящийся в ангаре рядом с гостевым домом «Sventes muiža». Здесь можно увидеть танки ИС-2 и Т-34, бронированные разведывательно-дозорные машины БРДМ-1 и БРДМ-2, джип «Виллис», автомобиль ГАЗ-64, артиллерийские орудия.
Музей Даугавпилсского водоканала
Находится в помещениях водонасосной станции Гаёк, построенной в 1889 году. Она 111 лет снабжала Даугавпилс водой из Двины. После полного перехода на подземные источники воды, станция законсервирована. Затем здесь была устроена экспозиция по истории городского водопровода (музей открылся в 2002 году). Адрес музея: улица Уденсвада, 3 в Гайке.
Музей ЛРЗ
На Даугавпилсском локомотиворемонтом заводе, история которого начинается в 1866 году (первоначально это были железнодорожные мастерские), в начале августа 1978 года открылся заводской музей предприятия. Он был размещён в ДК ЛРЗ. В 1990-х годах музей закрыли, а в 2000-х годах открыли заново в здании старой заводской проходной (имеется два зала, при входе валун с датой «1866 год»). Адрес музея: улица Марияс, 1 на Новом Строении.
Музей Даугавпилсского отделения Прибалтийской железной дороги
В Железнодорожном клубе по ул. Двинцев, 44, на 3-м этаже здания, с 1990 года размещался общественный музей Даугавпилсского отделения Прибалтийской железной дороги. Создан к 50-летию отделения, в нём находилась богатая экспозиция документов, наград и предметов, связанных с железнодорожным транспортом. При создании Латвийского железнодорожного музея в Риге был его филиалом (последний руководитель — Я. Я. Балтайцис), позднее всё вывезли в Ригу. В настоящее время не существует.
Музей атлетики Латвии
При фитнес-центре О. Буринского существует исторический музей атлетики Латвии, где собрана коллекция предметов, наград, документов по атлетике Латвии. Адрес музея: ул. Ригас, 22а.
Музей шахмат и шашек Латвии
В шахматно-шашечном клубе Даугавпилса в мае 2014 года открылся музей шахмат и шашек Латвии. Адрес музея: ул. Райня, 69.
Музей Райниса
Дом Райниса в Беркенеле находится в Калкунской волости, на расстоянии восьми километров от Даугавпилса. Это место в Латвии известно как край детства Райниса. Его отец Кришьян Плиекшанс с 1872 по 1881 год был арендатором имения Беркенхеген (так в те времена называли Беркенеле). Девять лет Беркенеле была местом жительства будущего поэта Райниса. Здесь же начинаются его школьные годы, в течение которых он учился в пасторате Вилкамиестс (1874—1875), а также в Гривской немецкой школе (1875—1879). Позднее в этих местах Райнис проводил каникулы во время учёбы в Рижской гимназии.
В Беркенеле формируется личность будущего поэта, его мировоззрение, рождаются первые стихи. В сборнике «Пять эскизных тетрадей Дагды» раздел «Неповторимая картина» полностью посвящён Беркенеле.
9 ноября 1996 года, после многих лет запустения, дом снова открыл двери для посетителей. За годы своей деятельности Дом Райниса в Беркенеле стал значимым культурным центром, где происходят творческие встречи, организуются ежегодные Дни поэзии, праздник Лиго, пленэры и выставки профессиональных художников.
Школьные музеи палеонтологии
26 ноября 2010 гoда в даугавпилсской 10-й средней школе был открыт школьный музей палеонтологии. В основе музея — личная коллекция Петра Артемьевича Худобчёнка (1947—2024), который являлся известным художником и мастером керамики. Экспонаты музея собирались в течение 30 лет, бо́льшая их часть найдена на берегах Даугавы и Гауи, но есть и такие, которые были получены путём обмена в Польше, России и других странах. Экспозиция подготовлена при поддержке Латвийского музея природы.
23 ноября 2012 года в Даугавпилсской государственной гимназии открылся второй в городе школьный музей палеонтологии (его создатели — П. Худобчёнок и учитель биологии В. Дуденич).
Ретрогараж
2 ноября 2020 года прошла церемония открытия частного собрания автомобилей и вещей «Ретрогараж-Д» по адресу: ул. Вальню, 4а.

### Библиотеки
В 1857 году Якуб Падежин открыл в Динабурге первый книжный магазин, а рядом была открыта первая библиотека, где книги и журналы выдавались за определённую плату. Она стала первой библиотекой Динабурга и действовала на протяжении более 80 лет.
В 1904 году по просьбам горожан в Двинске открылась бесплатная библиотека имени Н. В. Гоголя.
Сейчас в городе действует шесть библиотек: Центральная Латгальская библиотека в Доме Единства, детская библиотека «Zīlīte» (обе — в центре города), библиотека Нового Строения, Пардаугавская библиотека, библиотека Ceriņu и библиотека Piekrastes.

### Театр
История городского театра начинается в 1856 году, когда в Динабурге была создана любительская русская труппа Медведева. Театр неоднократно закрывался и открывался вновь. Работал и в годы фашистской оккупации. В 1944 году организована русская драматическая труппа. В 1959 году театр реорганизован в музыкально-драматический театр с латышской и русской труппой. В штат театра включили оркестр и хор. Помимо драматических спектаклей, ставились оперы и оперетты. В 1963 году театр был закрыт.
В 1988 году начинается возрождение театра. Было создано четыре актёрских курса (два латышских и два русских), которые и составили основу двух трупп. Ho в 1995 году актёры латышской труппы переходят на работу в рижские театры, и Даугавпилсский театр снова прекращает своё существование.
В 1996 году театр был восстановлен. Осенью 1999 года при поддержке Даугавпилсской думы в Даугавпилсском университете набирают новый актёрский курс. Помимо русского и латышского языков спектакли ставятся также и на латгальском языке. Выпускница самого первого курса Инесе Лайзане с 2001 года становится директором театра. С 2011 года директором и творческим руководителем театра является Олег Шапошников. Несколькo paз театр получал призы на фестивале Блауманиса в Валмиере и на фестивале «Ночь лицедеев».

### Спорт
В Даугавпилсе существовало несколько футбольных команд, участвовавших в еврокубках, а также неоднократно становившихся чемпионами и призёрами чемпионатов Латвии, обладателями кубка Латвии — «Даугавпилс», «Локомотив», «Строитель», «Химик», «Вилан-Д»/«Динабург», «Даугава»). В начале февраля 2009 года принято решение об объединении команд «Даугава» и «Динабург» в единый футбольный клуб «Динабург». После дисквалификации ФК «Динабург» место в высшей лиге в 2010 году отдали команде первой лиги «Даугава».
Первым чемпионом Латвии по футзалу стала даугавпилсская команда «Спидвей».
В Даугавпилсе есть своя хоккейная команда «Латгале» (призёр чемпионата Латвии).
Имеются сильные волейбольные традиции: команда «Химик» участвовала в чемпионатах СССР, юношеские команды СДЮСШОР неоднократно выигрывали первенство СССР, команды «Электроинструмент» (Дауэр), «Химик», ДПУ-Магистр — участники Еврокубков, неоднократные чемпионы Латвии.
Ежегодно проходят международные соревнования по спидвею, также в Даугавпилсе проходил этап чемпионата мира «Гран-при Латвии». Местная команда «Локомотив» — лидер первой польской лиги, победитель и призёр спартакиад народов СССР, чемпионатов СССР и России, трёхкратный обладатель кубка СССР.
Женская баскетбольная команда «Даугавпилс Университате» выступает в Балтийской лиге.
4—14 июня 2012 года в городе проходил чемпионат Европы по снукеру, в котором приняли участие 153 спортсмена из 34 стран мира.

### Религия
Латвийская православная церковь
Даугавпилсская и Резекненская епархия [правящий архиерей — архиепископ Даугавпилсский и Резекненский Александр (Матрёнин)]. Действуют 7 православных храмов.
- Борисоглебский кафедральный собор (1905)
- Церковь Александра Невского (1897)
- Церковь Успения Пресвятой Богородицы[119]. Основана в 1877 году, приходская жизнь возрождена в 2007 году.

Старообрядчество
Имеется 6 старообрядческих храмов и моленных.
- Моленная 1-й Даугавпилсской старообрядческой общины
- Николо-Покровская Старофорштадская старообрядческая церковь

Латвийская православная автономная церковь в юрисдикции Константинопольского патриархата
Евангелическо-лютеранская церковь Латвии
Епископ Даугавпилсский Эйнарс Алпе
- Церковь Мартина Лютера (1892—1893)

Католическая церковь
По реке Западная Двина проходит церковная граница двух епархий римско-католической церкви (Резекненско-Аглонской и Елгавской), делящая город пополам: к северу от реки расположена Резекненско-Аглонская епархия, к югу от реки — Елгавская епархия. Имеется 4 католических храма.
- Костёл Святого Петра в веригах (1848—1849)
- Костёл Непорочного Зачатия Пресвятой Девы Марии (1902)

Другие конфессии
- Даугавпилсская синагога
- Баптистская церковь
- Буддийский центр направления «Алмазный путь»
- Зал царства Свидетелей Иеговы
- Церковь адвентистов седьмого дня
- Христианская церковь «Новая жизнь»
- Церковь Иисуса Христа Святых последних дней (мормоны)

Также существовала община кришнаитов, при ней была вегетарианская столовая.

## Список консульств иностранных государств, расположенных в городе

### Генеральное консульство Российской Федерации
Адрес: ул. Краславас, 46. Первоначально размещалось на ул. К. Валдемара, 13 (здание бывшей «Союзпечати»). Закрыто с 1 мая 2022 года по решению МИД Латвии.
Консулы и генеральные консулы:
- Казначеев Геннадий Васильевич (1994—1999)
- Бондаренко Николай Петрович (1999—2002)
- Тузов Валерий Николаевич (2002—2006)
- Вихляев Николай Алексеевич (август 2006 — 18 августа 2011)[123]
- Рыбаков Олег Валентинович (18 августа 2011[123]— август 2017)
- Владимиров Андрей Юрьевич (август 2017[124]— июль 2019[125])
- Колесников Евгений Иванович (февраль 2020 — 30 апреля 2022)[126]

### Генеральное консульство Республики Беларусь
Расположено по адресу: ул. 18 ноября, 44. Первоначально размещалось в городской думе (кабинет № 216). Открылось 7 октября 1994 года.
Консулы и генеральные консулы:
- Желтовский, Анатолий (1994—1998)
- Маркович, Василий Михайлович (1998[128]—2002)
- Концкий, Александр (май 2002 — декабрь 2002, и. о. генконсула Беларуси)
- Камышик, Николай Степанович (декабрь 2002— ?)
- Ахрамович, Геннадий (октябрь 2008)
- Гейсик, Виктор Михайлович (октябрь 2008 — январь 2015)
- Климов, Владимир Васильевич (11 января 2015[129] — январь 2020)[130]

### Ранее существовавшие дипломатические представительства в городе
- Консульство Германии, размещалось по адресу ул. Валдемара (ныне Гимназияс), 3[131].
- Консульство СССР в Даугавпилсе. Существовало в 1925—1933 годах по адресу: ул. Зелёная, 3 (сейчас ул. Имантас).

Консулы:
- Трутько-Гуль, Фёдор Иванович (апрель—сентябрь 1925)
- Сперанский, Валентин Иванович (1925—1929)
- Клярфельд, Владимир Иосифович (1929—1930)
- Семёнов, Андрей Александрович (1930—1933)
- Консульство Республики Польша (1919 — сентябрь 1939 года) — размещалось в доме, современный адрес ул. Музея, 6.
- Консульство Литовской республики (в межвоенный период до 1940 года).
- Консульство Литовской Республики — ул. Театра, 8. Открылось 25 ноября 1994 года, закрыто 1 июня 2003 года.

Консулы:
- Буткус, Саулюс (1994[133]—1998)
- Шемешкевичус, Ромуальдас (1998[134]—2001)
- Купчикас, Дайнис (2001— ?)
- Вайтекунас, Пятрас (? —2003)
- Почётное консульство Эстонской Республики — ул. Имантас, 23. Открылось 21 ноября 2013 года, ныне закрыто. Почётный консул — Айвар Кескула[135].

## Город в межгосударственных отношениях
- 27 января 1920 года — встреча генерала Я. Балодиса и Ю. Пилсудского.
- ноябрь 1997 года — в Центре латышской культуры подписан протокол о делимитации 20-километрового участка границы Субате — Эглайне[136].
- февраль 1998 года — заседание межправительственной делегации Латвии и Беларуси по демаркации латвийско-белорусской границы.
- 16 мая 1998 года — встреча премьер-министров Латвии и Беларуси, Гунтара Крастса и Сергея Линга[137][138].
- 23—24 сентября 2009 года — первое заседание совместной комиссии по демаркации государственной границы между Латвией и Россией.
- 11 сентября 2010 года — встреча президентов Латвии и Польши В. Затлерса и Б. Коморовского.
- 9 июня 2013 года — президенты Латвии и Польши А. Берзиньш и Б. Коморовский открыли памятный знак Л. Плятеру в Даугавпилсской крепости.
- 10—11 декабря 2015 года — в Даугавпилсе проходит XI заседание латвийско-белорусской межправительственной комиссии по экономическому и научно-техническому сотрудничеству[139].
- 28 июня 2018 года — пребывание в городе президентов Латвии и Польши Р. Вейониса и А. Дуды, возложение цветов к памятнику польским воинам на Слободке, открытие памятного знака, посвящённого королю Стефану Баторию и получению городом Магдебургского права, во дворе Варшавского укрепления Динабургской крепости[140].

## Город в кинематографе
Съёмки фильмов в городе и его окрестностях.
- «Михаил Строгов», Франция (1926). Режиссёр — Виктор Туржанский, в главной роли — Иван Мозжухин (съёмки 1925 года: Двинск и окрестности)
- «В Сибирь за кладом» (1934)
- «Сын народа» (1934)
- «Обманутые». В ролях: Астрида Кайриша.
- «Там, где кончается море» (2007). Режиссёр — Артур Дубокс.
- Центральная студия детских и юношеских фильмов им. Горького:
  - «Фрак для шалопая» (1979). Режиссёр — Эльдор Уразбаев.
- Рижская киностудия:
  - «Город на Даугаве» (1960). Документальный фильм. Режиссёр — Лаймонс Гайгалс.
  - «Легенда Даугавы» (1968). Документальный фильм. Автор сценария и режиссёр-кинодокументалист — Лаймонс Гайгалс.
  - «Стреляй вместо меня» (1970). Режиссёр — Янис Стрейч, главный оператор — Рихард Пикс. В ролях: Бертулис Пизич, Астрида Кайриша, Николай Мерзликин, Артур Берзиньш. Съёмки на ул. Лудзас и А. Пумпура, несколько кадров у вокзала станции Ликсна Даугавпилсского района.
  - «Мой друг — человек несерьёзный» (1975). Режиссёр — Янис Стрейч.
- «Ленфильм»:
  - «Личной безопасности не гарантирую…» (1980). Режиссёр — Анатолий Вехотко. Съёмки окрестностей деревень Вишки и Шпоги, здания райкома и горкома партии в Даугавпилсе.
  - «Комендантский час» (1981). Режиссёр — Наталья Трощенко.
  - «Сон в руку, или Чемодан» (1985). Режиссёр — Эрнест Ясан (фильм снимали в Даугавпилсе).
- «Беларусьфильм»:
  - «Записки охотника» (1971).
  - «Зимородок» (1972). Режиссёр — Вячеслав Никифоров, автор сценария — писатель Юрий Яковлев, оператор — Виталий Николаев. В ролях: Глеб Стриженов, Александр Хвыля, Владимир Самойлов, Антонина Максимова, Анна Адамович (съёмки — город, Свентский мост).
  - «Хлеб пахнет порохом» (1973). Режиссёр — Вячеслав Никифоров. Съёмки в городе, на вокзале, станции в 1973 году.
  - «Белый вальс» (1978). Режиссёр — Виктор Туров.
  - «Государственная граница» (1980). Режиссёр — Борис Степанов. В ролях: Вия Артмане, Аристарх Ливанов, Марина Дюжева, Александр Денисов, Игорь Старыгин (1 серия — съёмки в городе, Даугавпилсской крепости, Свентский мост).
  - «Троянский конь», двухсерийный телефильм (1980). Режиссёр — Валерий Пономарёв, актёры — Георгий Бурков, Николай Ерёменко, Валерий Филатов, Ролан Быков.
  - «Раскиданное гнездо» (1981). Режиссёр — Борис Луценко, актёры — Ольга Сирина, Вадим Ледогоров. По произведениям Янки Купалы. Съёмки в Даугавпилсской крепости.
  - «Фруза» (1981), телефильм. Режиссёр — Вячеслав Никифоров. По рассказу Василя Быкова, съёмки в холле городского театра.
- Одесская киностудия:
  - «Взять живым» (1982). Съёмки в Даугавпилсской крепости, у Михайловских и Николаевских ворот, кирха на Красноармейской улице с часами.
- «Таллинфильм»:
  - «Цену смерти спроси у мёртвых» (1978). Режиссёр — Калье Кийск. В ролях: Микк Микивер, Гедиминас Гирдвайнис, Элле Кулль (съёмки в Даугавпилсе, Новое Строение).
- документальный фильм о городе (10 мин., 2003 год, снят Рижской студией документального кино AVE).
- «Центрнаучфильм»:
  - «Еврейское кладбище» (1989). Режиссёры — Юрий Марьямов, Рафаил Нахманович (раскопки и перезахоронение расстрелянных узников Даугавпилсского гетто в Погулянке в июне 1989 года). Лауреат премии «Ника» 1990 года в номинации «Лучший научно-популярный фильм».
- 12 мая 2011 года в Даугавпилсской крепости начались съёмки литовско-германского фильма о Второй мировой войне «Наши отцы, наши матери»[141].
- В октябре 2011 года в окрестностях Даугавпилса режиссёр Сергей Лозница снимал некоторые эпизоды к своему новому фильму «В тумане» (по одноимённой повести В. Быкова)[142]. Фильм получил несколько наград на кинофестивалях, а 3 апреля 2013 года в Даугавпилсе прошёл премьерный показ с участием Сергея Лозницы[143].
- 2015 год. В городе и окрестностях проходили съёмки фильма «Альтернатива Гутмана», посвящённого событиям Великой Отечественной войны, по повести «Альтернатива Вульфа Гутмана» А. Мирского[144].
- 2016 год, лето. В Даугавпилсской крепости и окрестностях города проходят съёмки фильма по произведению Ф. М. Достоевского «Кроткая», режиссёр — С. Лозница[145][146][147].
- 8—9 января 2023 года — съёмки фильма «Молчание Марии» в Даугавпилсской крепости[148].
- 25—27 мая 2023 года — съёмки короткометражного фильма «Паганини» режиссёра Владимира Горева[149].

## Город на почтовых марках, конвертах, специальных штемпелях гашения
- Марка номиналом 35 сантимов в серии 1939 года, выпущенной к 5-летию переворота К. Улманиса 15 мая 1934 года. На ней — изображение Дома Единства, построенного в городе в 1936—1937 годах.
- Марка номиналом 10 сантимов 2000 года в серии «Гербы городов Латвии» — на ней изображён герб города 1925 года. Проводилось гашение штемпелем «Первого дня» в рамках празднования 725-летия основания города.
- Частная марка, выпущенная «Латвияс пастс» в 2020 году тиражом 100 экземпляров[150].
- Конверт «Латвийская ССР. Даугавпилс. Санаторий Межциемс». 1966 год.
- Двухсторонняя маркированная почтовая открытка «Латвийская ССР. Даугавпилс. Сквер боевой славы». 1970 год.
- Конверт «Daugavpils. Городу Даугавпилсу 700 лет + лат. яз.». Проводилось специальное гашение «700 лет городу Даугавпилсу. 21.07.1975».

## Город на сувенирных монетах
Отчеканено пять памятных монет, посвящённых Даугавпилсу. На них были изображены:
- Церковная горка, где стоят храмы четырёх конфессий;
- Николаевские ворота Динабургской крепости;
- Даугавпилсский университет, здание на Виенибас, 13;
- Марк Ротко (110 лет со дня рождения).

Пятая монета посвящена 740-летию основания замка Динабург (появилась в 2015 году).

## Прозвища города
Город в обиходе имеет несколько прозвищ, сложившихся из исторических названий, из речи горожан и из интернетного подражания. Самое популярное — «Д-пилс» (произносится [дэ́пилс]).

## Известные уроженцы и почётные граждане города

### Российская империя
- Шишко, Борис Оттонович (1879—1904) — мичман русского флота, служил на эскадренном броненосце «Петропавловск». Погиб вместе с экипажем корабля при обороне Порт-Артура 31 марта 1904 года.
- Раввин Симха Меир а'Коэн из Двинска — главный раввин Даугавпилса в 1888—1926 годах, автор книги «Ор Самеах».
- Миллер, Евгений Карлович (1867—1939) — русский военачальник, генерал-лейтенант (1915); руководитель Белого движения на севере России в 1919—1920 годах, главнокомандующий всеми сухопутными и морскими вооружёнными силами на севере России (Северная армия), действовавшими против большевиков. С 1930 года — председатель Русского обще-воинского союза (РОВС).
- Цивинский, Сергей Антонович (1895—1941) — офицер русской армии, в дальнейшем латвийский военный лётчик, карикатурист и плакатист[152].

### Советский период
- Артюхин, Юрий Петрович (1930—1998) — советский космонавт, бортинженер космического корабля «Союз-14» и орбитальной станции «Салют-3», полковник-инженер, Герой Советского Союза[153].
- Ерёменко, Андрей Иванович (1892—1970) — командующий 2-м Прибалтийским фронтом, Маршал Советского Союза[154][155].
- Рождественский, Олег Константинович (1934—2024) — ректор Даугавпилсского педагогического института в 1977—1992 годах[156].

### Постсоветский период
В 2000 году, в рамках празднования 725-летия города, по решению городской думы опубликован список 114 даугавпилчан, награждённых «Знаком Почёта».
9 июня 2005 года 31 человек получил звание «Почётный даугавпилчанин»:
- Аузиньш Владислав — инспектор патрульно-постовой службы Управления полиции Даугавпилса;
- Бейнарович Арнольд (род. 1951) — ветеран спорта;
- Бельченко Евгения Ивановна (1928—2020) — ветеран труда АО «Латвийская железная дорога», Герой Социалистического Труда (1966)[159];
- Богданова Героида Ивановна (1934—2019) — директор Русского дома;
- Брока Терезия — дирижёр (1925—2018)[160];
- Дробязко Алексей Иванович (1906—2006) — первый директор Завода химического волокна;
- Жилко Алексей Николаевич (1945—2021)[161] — настоятель 1-й Даугавпилсской (Новостроенской) старообрядческой общины;
- Зуева София — председатель Даугавпилсского отделения Федерации пенсионеров Латвии;
- Икере Зайга — ректор Даугавпилсского университета;
- Кейран Леонид — профессор Даугавпилсского университета;
- Колесникова Нина (1935—2018) — врач-анестезиолог-реаниматолог;
- Александр (Кудряшов) — митрополит Рижский и всея Латвии (Латвийская православная церковь);
- Лиепа Анита (1928—2022) — писательница[162];
- Маделан Александр (1925—2018) — декан римско-католического храма Святого Петра[163];
- Малюхин Олег (род. 1969) — спортсмен-биатлонист;
- Михайлов Аврамий (1934—2007) — бывший директор Даугавпилсского автобусного парка;
- Осина Фаина Петровна (род. 1939) — поэтесса;
- Петашко Астрида (1927—2013) — учитель[164];
- Попов Георгий (Юрий) Константинович (1955—2024) — протоиерей, ключарь собора святых Бориса и Глеба и благочинный Даугавпилсского округа Латвийской православной церкви[165][166];
- Рязанцев Геннадий — руководитель Центра ремонта локомотивов;
- Свердлов Беньямин Овсеевич (1932—2020) — преподаватель[167];
- Силов Генрих (1936—2024) — спортивный тренер, преподаватель[168];
- Соловьёв Алексей Сергеевич — поэт;
- Тимощенко Людмила Николаевна (1939—2022) — профессор Даугавпилсского университета[169];
- Фёдоров Иван (1939—2012) — руководитель ООО «Уденсвадс»;
- Фёдоров Фёдор Полиевктович (1939—2020) — декан кафедры русской литературы и культуры Даугавпилсского университета[170];
- Ходукин Валерий (1939—2009) — преподаватель Даугавпилсского музыкального колледжа, художественный руководитель и дирижёр Даугавпилсского оркестра аккордеонистов;
- Чужанс Хенрикс (1924—2016) — член правления Общества репрессированных;
- Штейман Йосиф (1923—2011) — профессор Даугавпилсского университета[171];
- Юрьева Клавдия Дмитриевна (1926—2014) — поэт;
- Якуб Залман (1919—2009) — краевед.

4 июня 2010 года, в рамках празднования 735-летия города, звания «Почётный даугавпилчанин» удостоились 15 человек:
- Баршевский Арвид — учёный, ректор Даугавпилсского университета;
- Валюм Александр[174] — пенсионер;
- Вишневская Ингрида — учитель;
- Денисов Юрий (1957—2021)[175] — инженер-строитель, член правления ООО Ditton Būve;
- Доворецкая Татьяна — президент фирмы «Магистр»;
- Иголниекс Раймонд — руководитель оркестра духовых инструментов «Daugava»;
- Курмелёв Аркадий Галактионович (1931—2019) — учитель, в 2020 году ему открыли памятную доску на стене бывшей 4-й средней школы[176][177];
- Лабецкий Владимир — начальник Даугавпилсского эксплуатационного участка Латвийской железной дороги;
- Левша Анатолий — спортсмен-триатлонист, тренер;
- Линарте Силва Вероника (1939—2018)[178][179] — художница;
- Окунева Зоя Михайловна (1929—2023)[180] — детский хирург;
- Покулис Янис (1938—2016)[181] — учёный;
- Рождественский Олег Константинович (1934—2024) — бывший ректор Даугавпилсского педагогического института;
- Рыбников Владимир — президент спидвейного клуба «Локомотив»[182];
- Туронок Анатолий — врач.

5 июня 2015 года, в рамках празднования 740-летия города, звания «Почётный даугавпилчанин» удостоились 6 человек:
- Барковская Геновефа (1935—2021)[185] — бывший преподаватель ДПИ, учёный секретарь Института исследований Латгалии, член правления Даугавпилсского Латышского общества;
- Видавский Алексей Антонович (1943—2020) — бывший мэр города Даугавпилса, депутат Сейма Латвии 8-го и 9-го созывов;
- Егоров Валерий — заместитель директора по профессиональным вопросам Центра компетенции профессионального образования «Даугавпилсский техникум»;
- Пупиньш Михаил — создатель и руководитель Даугавпилсского зоосада;
- Станкевич Ришард — председатель Союза поляков Латвии и Даугавпилсского отделения «Промень» Союза поляков Латвии;
- Тимошенко Евгений — бывший директор Даугавпилсской средней школы № 2 и Русского лицея.

12 ноября 2020 года на заседании городской думы названы четыре новых почётных гражданина:
- Копылова Любовь — тренер по вольной борьбе;
- Сомс Генрих — профессор Института социальных и гуманитарных знаний Даугавпилсского университета;
- Буткевич Янис — продюсер Дома Единства;
- Генон Ален — исполнительный директор и основатель ООО Axon Cable Latvija[186].

- Каминский Геннадий (1971—2020) — бывший начальник полиции самоуправления Даугавпилса. Звание «Почётный даугавпилчанин» ему присвоено посмертно 16 декабря 2021 года решением городской думы[187].

30 апреля 2025 года городская дума приняла решение о присвоении звания «Почётный даугавилчанин» очередным кандидатам. Его получили:
- Залетило Фарида — куратор выставок Музея Ротко;
- Романенко Николай — тренер по баскетболу;
- Рочко Иосиф — краевед, публицист[188].

## Города-побратимы
- Алаверди, Армения (2 октября 2012)[189][190]
- Батуми, Грузия (3 августа 2012)[189][191][…]
- Бельцы, Молдова (2015)[192]
- Бобруйск, Беларусь (8 июня 2012)[193][189][…]
- Браслав, Беларусь[190]
- Вагаршапат, Армения[190]
- Висагинас, Литва (4 февраля 2022)[194]
- Витебск, Беларусь (25 июля 1998)[195][190]
- Ли́да, Беларусь (январь 2012)[189][190]
- Магдебург, Германия (сентябрь 2012)[189][196][…]
- Магнитогорск, Россия[190]
- Мутала[вд], Швеция (1 июля 1998)[189][196][…]
- Наро-Фоминск, Россия (28 ноября 1997)[189][190]
- Паневежис, Литва (6 апреля 2004)[189][197][…]
- Паневежское городское самоуправление[вд], Литва (6 апреля 2004)
- Псков, Россия (13 марта 2006)[189][190]
- Радом, Польша (17 декабря 1993)[189][196][…]
- Рамла, Израиль (17 ноября 2003)[189][190]
- Санкт-Петербург, Россия (27 апреля 2004)[195][190][…]
- Стрый, Украина[198]
- Феррара, Италия (18 марта 1998)[199]
- Хадерслев, Дания (1993)[200]
- Харбин, Китай (6 января 2003)[189][190]
- Харьков, Украина (23 августа 2008)[189][190][…]
- ЦАО, Россия (18 февраля 2003)[189][190]